# Firmin Gémier
Firmin Gémier, właściwie Firmin Tonnerre (ur. 21 lutego 1869 w Aubervilliers, zm. 1933 w Paryżu) – francuski aktor i reżyser. 
Od 1888 występował w Paryżu. W latach 1901–1906 był dyrektorem Théâtre de la Renaissance. Jeden z założycieli Théâtre National Populaire. Grał m.in. Ojca w Ubu Król czyli Polacy Alfreda Jarry’ego, Shylocka w Kupcu weneckim Szekspira. Wystawiał dramaty klasyczne, zwłaszcza Szekspira i sztuki współczesne, m.in. Paula Claudel’a, Romain Rollanda. Był twórcą wielkich widowisk w Cirque d’Hiver i w plenerze (mistrzowskie sceny zbiorowe) oraz propagatorem teatru ludowego.